# Salisbury (Maryland)
Salisbury je město ve Spojených státech amerických. Nachází se v okrese Wicomico County, jehož je zároveň správním městem, ve státě Maryland. Ve městě žije přibližně 33 tisíc obyvatel a jeho rozloha činí 35,9 km². Je nejlidnatějším městem ležícím ve východní části státu Maryland a ekonomickýcm centrem poloostrova Delmarva. Leží 171 kilometrů od Baltimoru, 192 kilometrů od Washingtonu, D.C. a 206 kilometrů od Filadelfie. Panuje zde vlhké subtropické podnebí. 
V roce 2000 tvořili 61 % obyvatel města běloši, 32 % Afroameričané, 4 % Hispánci a 3 % Asiaté.

## Historie
Bylo založeno roku 1732 Cecilem Calvertem, přičemž díky své poloze na řece Wicomico zažilo ve svých počátcích významný rozmach (zejména díky snadnému obchodování po řece). Městem se Salisbury oficiálně stalo v roce 1854. V letech 1860 a 1886 město zasáhly požáry, v důsledku kterých shořely asi dvě třetiny města. V roce 1909 byla část města zaplavena poté, co praskla nedaleká přehrada. V roce 1968 ve městě k nepokojům poté, co zde policista zastřelil němého Afroameričana, v důsledku čehož byli do města posláni příslušníci Marylandské národní gardy. V srpnu 2017 centrum města zasáhlo slabší tornádo.

## Rodáci
- Jay Briscoe (1984–2023) – americký wrestler
- Linda Hamilton (* 1956) – americká herečka
- Alexis Denisof (* 1966) – americký herec

## Partnerská města
- Salisbury, Spojené království
- Salinas, Ekvádor
- Tartu, Estonsko